# Haliplus lineolatus
Haliplus lineolatus är en skalbaggsart som beskrevs av Mannerheim 1844. Haliplus lineolatus ingår i släktet Haliplus, och familjen vattentrampare. Arten är reproducerande i Sverige.